# Expi - hands on Science Center

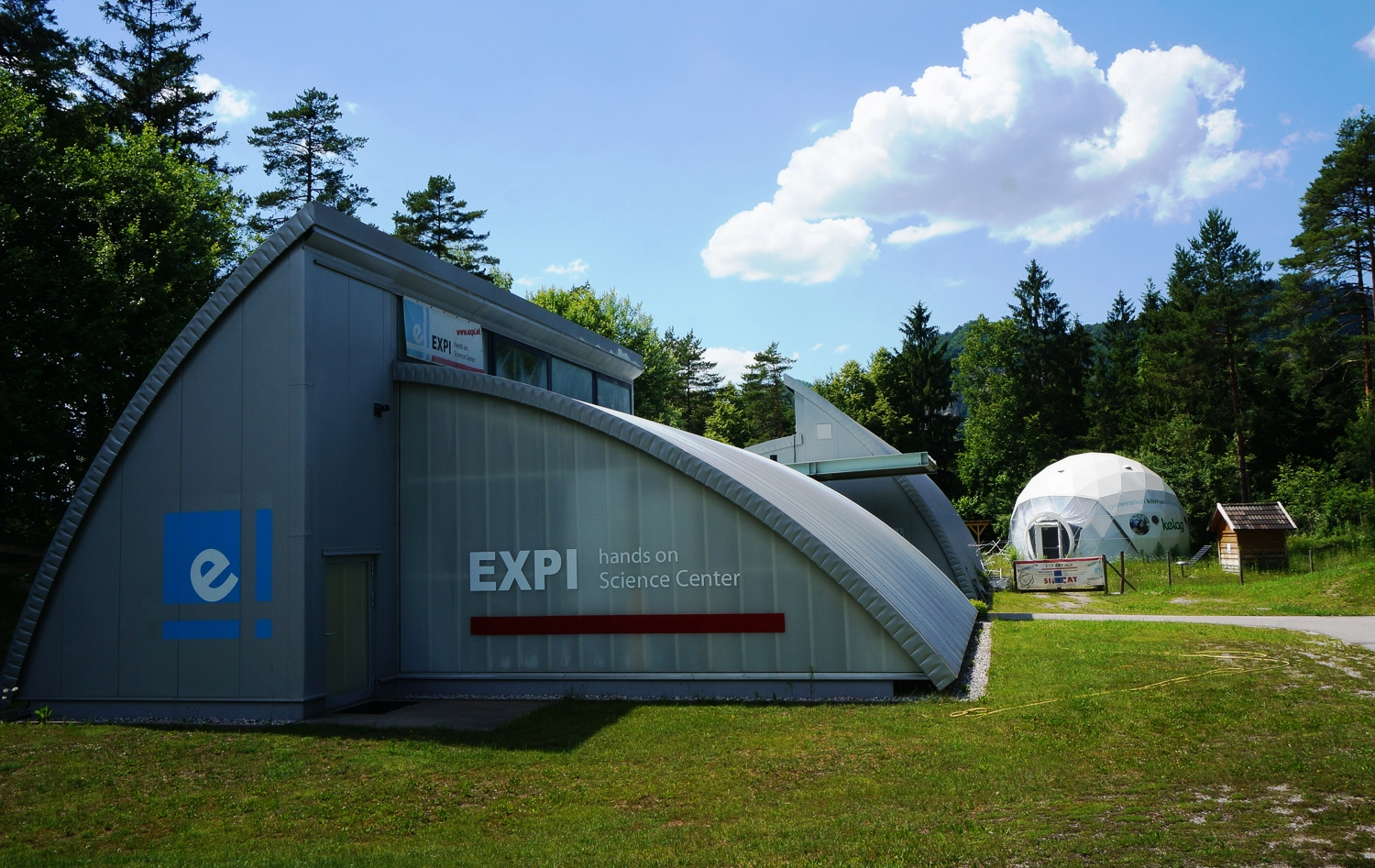
Expi - hands on Science Center

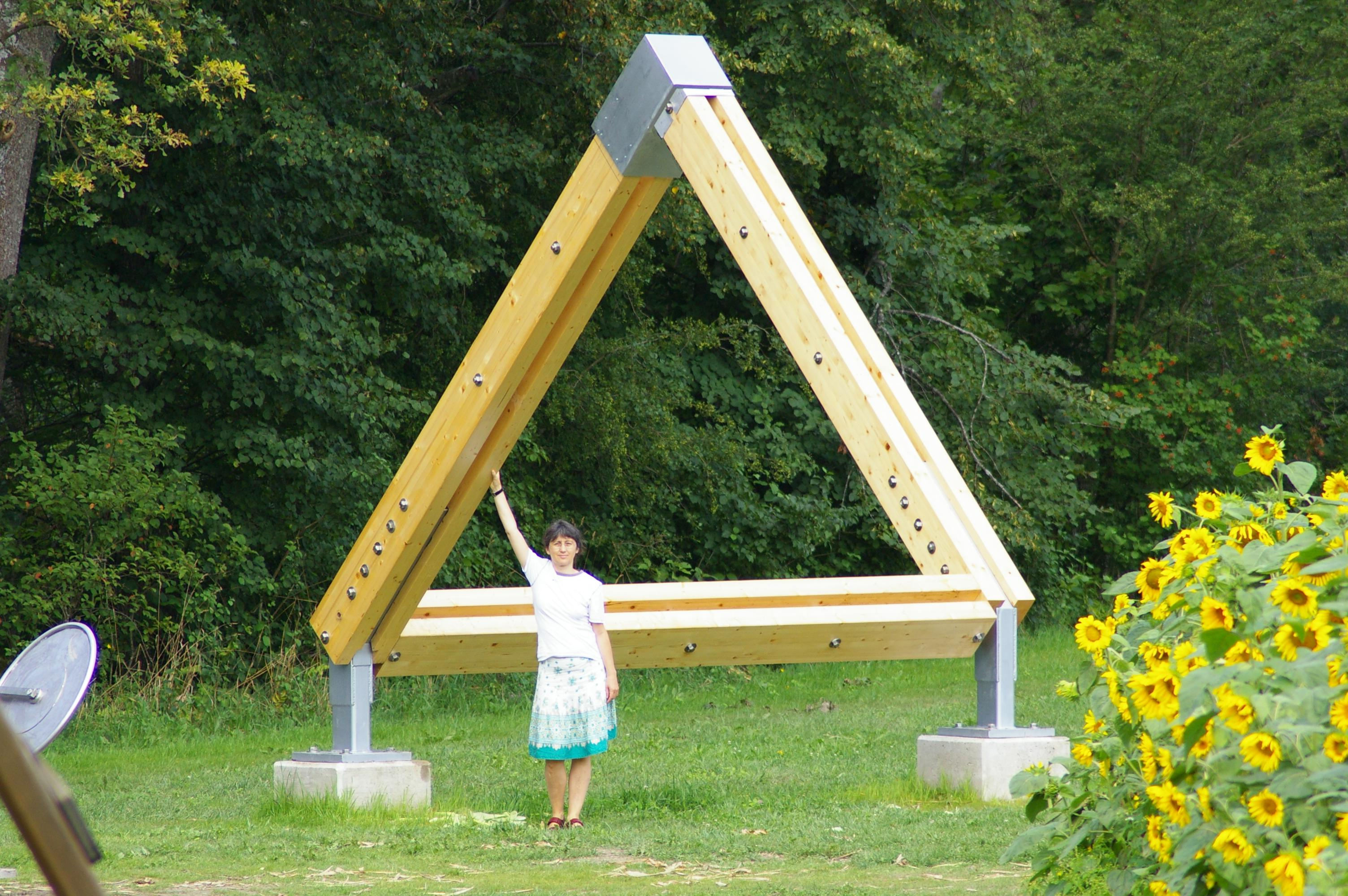
Ein Tribar, gebaut vom Verein "Treffpunkt Physik", Science Center Expi

Das Expi ist eine permanente Ausstellung interaktiver Exponate aus verschiedenen Bereichen der Naturwissenschaften. Die Eröffnung fand am 2. Juli 2010 statt. Das Expi liegt in der Ortschaft Gotschuchen, Gemeinde Sankt Margareten im Rosental im Süden von Kärnten, etwa 20 km südlich von Klagenfurt nahe der Grenze zu Slowenien und ist das erste Science Center in Kärnten.

## Inhalte
Auf ca. 400 m² überdachter Ausstellungsfläche werden den Besuchern an etwa 50 Experimentierstationen naturwissenschaftliche Themen auf spielerische Art nach dem Konzept eines Science Centers nähergebracht. Neben der permanenten Ausstellung werden in wechselnden Abständen Wanderausstellungen zu physikalischen Themen präsentiert. Anstelle von "Anfassen verboten" gilt im EXPI "Ausprobieren erwünscht". Im Jahr 2020 wird "Die Welt der Teilchen" - eine interaktive Mitmach-Ausstellung über Atome, Kerne und Elementarteilchen präsentiert. So erhalten Besucher Antworten zu Fragen:
- Wie sieht Radioaktivität aus?
- Wieviel davon ist um uns tatsächlich vorhanden?
- Gibt es auch auf der Erde kosmische Strahlen?
- Wie kann man im EXPI Wärme sehen?
- Wie schnell können Protonen im Large Hadron Collider werden?
- Was ist das Higgs-Teilchen?

Für Besucher sehenswert ist:
- das begehbare "Kaleidoskop"
- der Unsichtbarkeits-Tisch
- das schreibende Pendel
- ein Drehspiegel
- der Groß-Klein-Raum oder
- der Nebel-Tornado zum Anfassen.

## Exponate
Das bekannteste Exponat ist die vier Meter hohe dreidimensionale Darstellung eines Tribars, einer „unmöglichen Figur“ in der Form eines Dreiecks mit drei rechten Winkeln. 
Zu den größeren Exponaten zählen ein begehbarer Ames-Raum, ein ebenfalls begehbares fünfeckiges Kaleidoskop und ein 2,5 Meter hoher Tornado, der auf Knopfdruck entsteht und von den Besuchern auch berührt werden kann. Neben Klassikern, wie dem Newton-Pendel werden auch historische Experimente, wie zum Beispiel ein Foucaultsches Pendel, die Magdeburger Halbkugeln oder die Präsentation des ersten Farbfotos nach J. C. Maxwell mit Hilfe von interaktiven Exponaten gezeigt und erklärt. Entwickelt und gebaut wurden die ausgestellten Exponate größtenteils von Mitgliedern des Science Centers und des lokalen Vereins Treffpunkt Physik.
Eine Gruppe von Exponaten sind dem Thema Teilchenphysik gewidmet, das spielerisch für unterschiedliche Altersstufen aufbereitet wird: Ein interaktives Modell des Large Hadron Colliders über Lichtgeschwindigkeit, entwickelt vom HEPHY der ÖAW, eine Funkenkammer zum Nachweis von kosmischer Strahlung, seit 2014 eine große Diffusions-Nebelkammer zur Visualisierung von radioaktiven Strahlen, ein Exponat zum Nachweis von natürlicher Radioaktivität mit einem Staubsauger, eine Station zu Wärmestrahlung mit einer Infrarot-Kamera und eine Experimentierstation zur Polarisation von Lichtstrahlen ermöglichen den Besuchern unabhängig von Vorwissen einen einfachen und interessanten Zugang auch zu anspruchsvollen Teilgebieten der Physik.